# Theraphosidae
Theraphosidae este o familie de păianjeni din infraordinul Mygalomorphae, care cuprinde aproximativ 900 de specii descrise. Cele mai multe tarantule sunt inofensive pentru oameni, iar unele specii sunt populare în comerțul cu animale de companie. Totuși, mușcătura unui număr limitat de specii cauzează iritație, mai rar chiar moarte. Lungimea corpului variază de la 2,5 – 10 cm până la  8 – 30 cm (inclusiv lungimea picioarelor). Cea mai mare specie de tarantule este Theraphosa blondi din Venezuela și Brazilia (30 cm). Majoritatea speciilor de tarantule trăiesc în medie 2–5 ani. Masculii după maturizare trăiesc un an. Femelele sunt mai longevive, pot atinge vârsta de 30 de ani (Brachypelma emilia).

## Etimologie
Denumirea științifică a familie provine de la cuvintele grecești: θήρα (thèra) – animal sălbatic, fiară și φός (phos) – lumina.
Denumirea comună de „tarantula” provine de la numele orașului italian Taranto. Inițial a fost folosit pentru o specie de păianjen: Lycosa tarantula. Păianjenii Theraphosidae au fost numiți tarantula de către colonizatorii europeni, când aceștia au ajuns în America. În Africa, Theraphosidae sunt numiți „păianjen-babuin”, în Asia — „păianjen-mâncător-de-păsări”, iar în Australia — „păianjeni-șuierător”. Numele tarantula este aplicat din greșeală și altor păianjeni din familiile Atypidae, Dipluridae, Hexathelidae și Sparassidae. Cu toate acestea nicio familie menționată nu are nicio legătură cu Lycosidae.

## Aspectul fizic

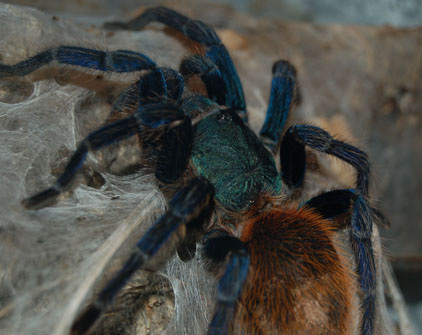
Chromatopelma cyaneopubescens

Tarantulele au corpul acoperit cu o cuticulă chitinoasă, cu rol protector. Corpul este format din prosomă (cefalotorace) și opstosomă (abdomen). Ele sunt unite printr-un pedicel și permite opistosomei să îndeplinească unele mișcări. De prosomă sunt atașate 4 perechi de  picioare, una de chelicer și una de pedipalpi.
Chelicerele sunt formate din 2 articole, ultimul având forma unei gheare. În chelicere se află glandele veninase, conținutul cărora sunt injectate în pradă pentru a o omorî sau paraliza.
Pedipalpi sunt alcătuiți din 6 articole. Articolul bazal, situate lângă orificiul bucal, posedă proeminențe care reprezintă plăcile chitinoase zimțate utilizate pentru a fărâmița hrana, numite coxe sau maxile. Pedipalpii au funcție tactilă, iar la masculi și de organ copulator. Masculii au organe filiere speciale în apropierea orificiului genital.
Membrele locomotoare sunt formate din 7 articole, ultimul articol se termină cu gheare. Aceste gheare sunt folosite la deplasare pe suprafețe verticale.
Opistosoma este acoperită cu o chitină mai subțire. Pe parte posterioară ventrală a ei se află organele filiere alungite.
Culoarea lor este diferită: unele specii au o culoare de albastru-cobalt (Haplopelma lividum), negru cu dungi albe (Aphonopelma seemanni), picior cu marcaje galbene (Eupalaestrus campestratus), prosma și picioarele albastru-verzui și opistosoma portocaliu-maro (Chromatopelma cyaneopubescens).

## Anatomie
Sistemului nervos este reprezentat de un creier, de la care pleacă nervi spre toate organele.

Organele de simț. Corpul tarantulelor este acoperit cu firișoare tactile, numite trihobotrii. Ei pot recepționa vibrațiile solului, oscilația temperaturii, obiectelor cu care vin în contact, direcția vântului, posibil chiar și sunetele. Ochii sunt în număr de 4, așezați în 2 rânduri. Vederea este slabă, monocromatică.

Respirația are loc prin 2 perechi de plămâni (saci pulmonari). Prima pereche este amplasată pe partea ventral anterioară a opistosomei, iar cealaltă puțin mai posterior. Fiecare plămân constă din 15 sau mai multe lamele pulmonare așezate paralel. Aceste lamele puternic vascularizate. De asemenea, aceste organe pot absorbi și o anumită cantitate de apă.

Aparatul cardiovascular este de tip deschis. Inima se află în opistosomă, de la ea pornește o aortă anterioară. Ea este tubulară și subțire. Sângele este numit hemolimfă, iar pigmentul respirator – hemocianină, ce conține cupru de care se leagă oxigenul.

Sistemul digestiv. Tubul digestive este alcătuit din: orificiul bucal, în care se deschid glandele salivare; faringe musculos, cu funcția de aspirație a hranei; esofag; intestin mediu, în care are loc absorbția; rect dilatat, în care se deschid tuburile lui Malpighi și anus.

Excreția se realizează prin 1 - 2 perechi de tuburile lui Malpighi, puternic ramificate.

## Reproducere

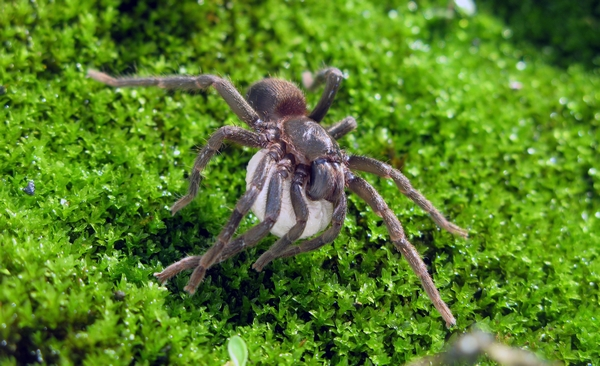
Holothele sulfurensis cu cocon

Unele specii de tarantula manifestă un dimorfism pronunațat. Masculii tind să fie mai mici (în special mărimea opistosomei). Masculii maturi pot avea cârlige tibiale pe picioarele din față, care sunt folosite pentru a restrânge colții femelei în timpul împerecherii. Ei se maturizează mai devreme decât femelele. Când se întâlnesc, atât femela cât și masculul execută un ritual, cu scopul de a afla dacă aparțin uneia și aceleiași specii. Cupulația este aceeași ca și la majoritatea păianjenilor. Deși femelele pot avea un comportament agresiv, după împerechere, masculii rareori devine o masă. Femelele depun în jur 50 - 2000 ouă, în funcție de specie, într-un cocon de mătase . Coconul este păzit timp de 6 - 7 săptămâni. În acest timp, femela va rămâne în apropiere de sacul cu ouă și devine mai agresivă. După eclozare juvenilii rămân în cuib pentru o perioadă de timp.

## Modul de viațǎ

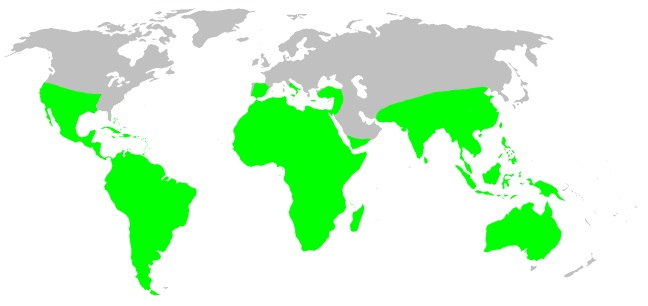
Rǎspândirea Theraphosidae

Theraphosidae sunt prădători care-și pândesc prada din ambuscada. Ei se hrănesc cu muște, gândaci, fluturi, șopârle, rozătoare, păsări, peștișori. Însă, chiar dacă au potențial de a omorî și o pasăre, totuși, alimentația lor se bazează pe insecte. Tarantulele se găsesc în regiunile tropicale  din întreaga lume. Habitatelor lor naturale includ: savana, pampas, păduri tropicale, deșerturi, tufărișuri, munți. Tarantulele pot fi împărțite în specii terestre, care sapă vizuini și specii arboricole că a construi pe copaci. Toate speciile pot produce de mătase, cele își  construiesc corturi în formă de tub, iar cele terestre acoperi pereții vizuinii. De obicei, tarantulele sunt animale pasive. Manifestă activism doar când sunt înfometați sau în perioada împerecherii.

## Năpârlire

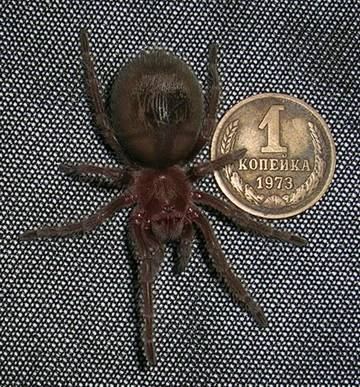
Pânǎ la nǎpârlire, pe opistosomǎ se oservǎ o regiune întunecatǎ, perii iritanț lipsesc

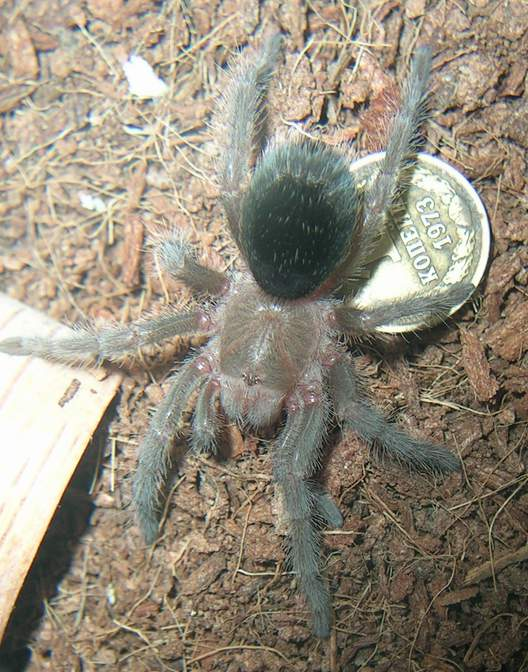
Dupǎ nǎpârlire

Corpul păianjenului este acoperit cu o cuticulă dură care nu-i permite să crescă. De aceea, este nevoie ca el să desprindă cuticulă veche și să o înlocuiască cu una nouă mai spațioasă, proces numit năpârlire (caracteristic pentru toate artropodele). În timpul năpârlirii, tarantula se așază pe spate și extrag, în primul rând membrele din cuticula veche, apoi și restul corpului. După năpârlire, dimensiunile păianjenului se măresc de 1,5 ori, cu excepția opistosomei, care după  năpârlire (cuticula opistosomei este slab chitinizată). Tarantulele tinere năpârlesc mai des, pe când la adulți perioada dintre năpârliri este mai mare. Femelele adulte năpârlesc aproximativ odată pe an. Semnele apropierii năpârlirii sunt: culoarea păianjenul devine mai închisă, abținerea de la hrană. Datorită năpârlirii, păianjenii își restabilesc numărul de perișori pierduți și regenerează membrele desecate.

## Prădători

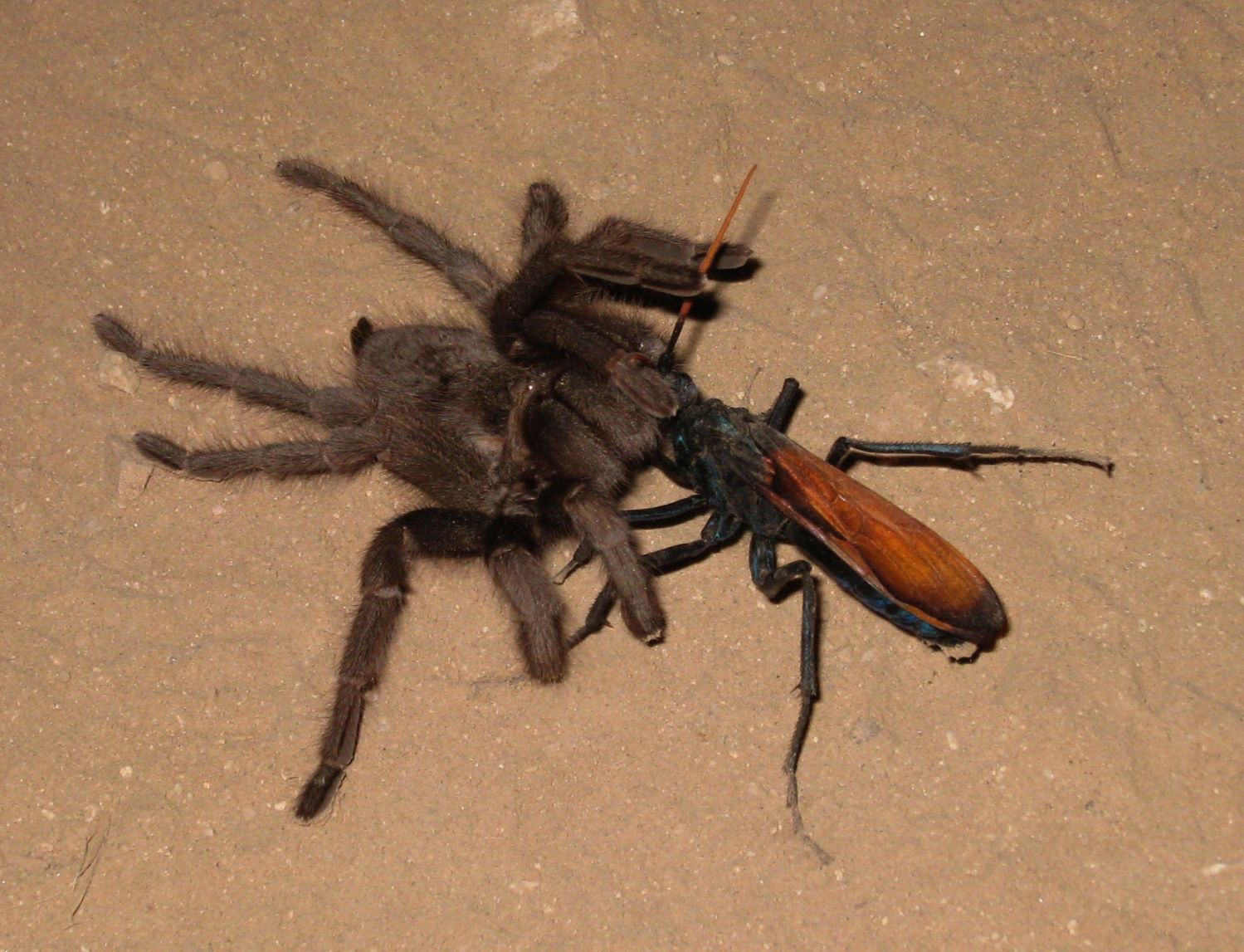
O viespe și tarantulă

Chiar dacă au o reputație înfricoșătoare, tarantulele au și ele inamici. Larvele viespilor din familie Pompilidae, în special reprezentanții genului Pepsis, parazitează tarantulele. Cu ajutorul receptorilor olfactivi, viespile pot găsi vizuina unei tarantule. În timpul luptei, viespea înțeapă tarantula în partea ventrală a prosomei, folosindu-se de  membrana subțire dintre articolele bazale ale picioarelor. Înțepătura paralizează păianjenul și viespea îl aduce în vizuina sa și, apoi, depune ouăle în opistosoma victimei. După eclozare, larvele se hrănesc cu conținutul intern al păianjenului.

## Apărare
Pe lângă chelicerele puternice, tarantulele posedă și perișori iritanți răspândiți pe opistosomă. Perișorii sunt proiectați în inamic. Acești perișori sunt mai numeroși la speciile terestre. Cei arboricoli nu le proiectează, ei irită numai la atingere. Perișorii lipsă cresc la năpârlirea următoare.

Perișorii pot fi letali pentru animale mici, cum ar fi rozătoare. La om, aceste fire pot provoca reacții alergice, erupții cutanate,  inflamații. Cele mai sensibile organe la aceste fire sunt ochii și căile respiratorii. De obicei simptomele dispar peste câteva ore.  Tarantulele folosesc aceste fire de păr și în alte scopuri, cum ar fi  marcarea teritoriului său. Unele specii au anumite fire, mai ales pe chelicere, care la frecare pot produce un sunet asemănător șuieratului.

Aceste fire cel mai des sunt întâlnite la păianjenii din America de Sud și America de Nord. Cei din Europa și Asia și vor ataca. Ei au un potențial veninos mai înalt. Înainte de a mușca, tarantulele dau semnal când au intenția de a ataca prin luarea posturii de amenințare. Și anume, ridică prosoma și membrele anterioare. Apoi, se aruncă cu picioarele din față asupra inamicului. Dacă nu reușește să descurajeze inamicul, tarantula se va retrage sau îl va ataca.
Pentru oameni, mușcăturile nu sunt fatale. În general, efectele mușcăturii de tarantule nu sunt bine studiate.

Exista specii de păianjen periculoși, care sunt confundate cu tarantule. O legendă urbană susține că specii de tarantula cu mușcături mortale există undeva în America de Sud, numit "Tarantula-banană". Această afirmație este făcută fără a se identifica păianjenul dat.  Un candidat probabil pentru identitatea reală a acestui păianjen este Phoneutria nigriventer, din familie Ctenidae, deorece este găsit ascuns în plantațiile de banane i se mai spune "Păianjen banană". Aceasta nu este o tarantulă, dar este destul de mare (4 – 5 cm în lungime), puțin păros și foarte veninoase la om. Un alt exemplu de păianjen periculos confundat cu tarantulele este australianul Atrax robustus.  El este un păianjen foarte agresiv și veninos, și (înainte de dezvoltare antidotului în anii 1980) a fost responsabil pentru numeroase decese în Australia.

## Sistematica
Familia Theraphosidae este împărțită în 12 subfamilii, care conțin peste 100 de genuri și circa 900 de specii:

- Acanthopelminae, este o subfamilia de tarantule mici și terestre, conține un singur gen Acanthopelma cu două specii, A. beccarri. și A. rufescens, găsite în Guyana și America Centrală.
- Aviculariinae este o subfamilia de tarantuli tropicali, arboricole. Speciile sunt răspândite din Caraibe până în America de Sud. Genurile Avicularia, Ephebopus, și Pachistopelma posedă perișori iritanți.
- Eumenophorinae este o subfamilia răspândită în Africa.
- Harpactirinae este un grup de tarantule din Africa, aceștia fiind cunoscuți și ca Păianjen-babuin. Ischnocolinae cuprinde tarantule din întreaga lume.
- Ornithoctoninae un grup de tarantule care se găsesc în Asia de Sud-Est, sudul Chinei, și Borneo. Acest grup include Păianjen-mâncător-de-păsări.
- Poecilotheriinae sunt păianjeni arboricoli din India și Sri Lanka, ca Poecilotheria regalis, dintre care unele sunt considerate pe cale de dispariție. Acest subfamilia conține numai un gen endemic.
- Selenocosmiinae este o subfamilie, care include tarantule din Asia de Est și Australia. Acestea sunt cunoscute pentru veninul lor puternic și comportament agresiv.
- Selenogyrinae este o subfamilie din India și Africa.
- Stromatopelminae populează Africa de Vest.
- Theraphosinae specii cu peri iritanți, include cei mai mari tarantule.
- Thrigmopoeinae tarantule din India.

Unele genuri au în prezent o poziție incertă în taxonomia păiajenilor: Brachionopus, Cardiopelma, și Proshapalopus.